# Макминн, Тери
Те́ри Макми́нн (англ. Teri McMinn; 18 августа 1951, Хьюстон, Техас, США) — американская актриса.

## Биография
Тери Макминн родилась 18 августа 1951 года в Хьюстоне (штат Техас, США).
В конце 1960-х годов, после окончания средней школы, Тери обучалась и работала в «The Dallas Theatre Center» в Далласе. В 1971 году, переехав в Остин, Макминн поступила в Техасский университет в Остине. Училась в Университете святого Эдвардса. Вскоре, режиссёр Тоубом Хупером и продюсер Кимом Хенкелем предложили ей пройти кастинг в их фильм «Техасская резня бензопилой» (1974), прочитав статью о ней в местной газете. Она согласилась на их предложение и после прослушивания получила роль Пэм. После выхода фильма работала моделью и играла в театре. В 2009 году Тери сыграла роль Сильвии в фильме «Подвал». В 2012 году она сыграла камео в фильме «Забойщики». Актриса периодически посещает хоррор-конвенции.

## Фильмография
| Год  |   | Русское название           | Оригинальное название        | Роль                   |
| ---- | - | -------------------------- | ---------------------------- | ---------------------- |
| 1974 | ф | Техасская резня бензопилой | The Texas Chain Saw Massacre | Пэм                    |
| 2009 | ф | Подвал                     | The Cellar                   | Сильвия                |
| 2012 | ф | Забойщики                  | Butcher Boys                 | женщина с киркомотыгой |